# Ван Шу
Ван Шу (кит.: 王澍, нар. 4 листопада 1963 року) — китайський архітектор, декан Інституту архітектури Китайської академії мистецтв у Ханчжоу. У 2012 році став першим китайським громадянином — володарем Пріцкерівської премії.

## Дитинство та освіта
Ван Шу народився 4 листопада 1963 року в Урумчі, адміністративному центрі Сіньцзян-Уйгурського автономного району на північному заході КНР. Ван почав малювати, будучи ще дитиною, без будь-якої художньої освіти. Внаслідок досягнутого компромісу між власними захопленнями і бажанням батьків, Ван Шу вступає до Нанкінського технологічного інституту (нині Південно-Східний університет) в Нанкіні, Цзянсу, де в 1985 році отримує ступінь бакалавра, а в 1988 — магістра.
Після закінчення інституту Ван Шу переїжджає до Ханчжоу, це місто він обрав завдяки міським природним ландшафтам і древнім художнім традиціям провінції. Тут він працює в Чжецзянській академії образотворчих мистецтв (нині Китайська академія мистецтв) і в 1990 році закінчує свій перший архітектурних проєкт — молодіжний центр в невеликому місті Хайнін, недалеко від Ханчжоу. У Вана не було ніяких замовлень з 1990 по 1998 рік, проте він вирішує продовжити свою освіту в Школі архітектури Університету Тунцзі, де отримує докторський ступінь у 2000 році.

## Кар'єра

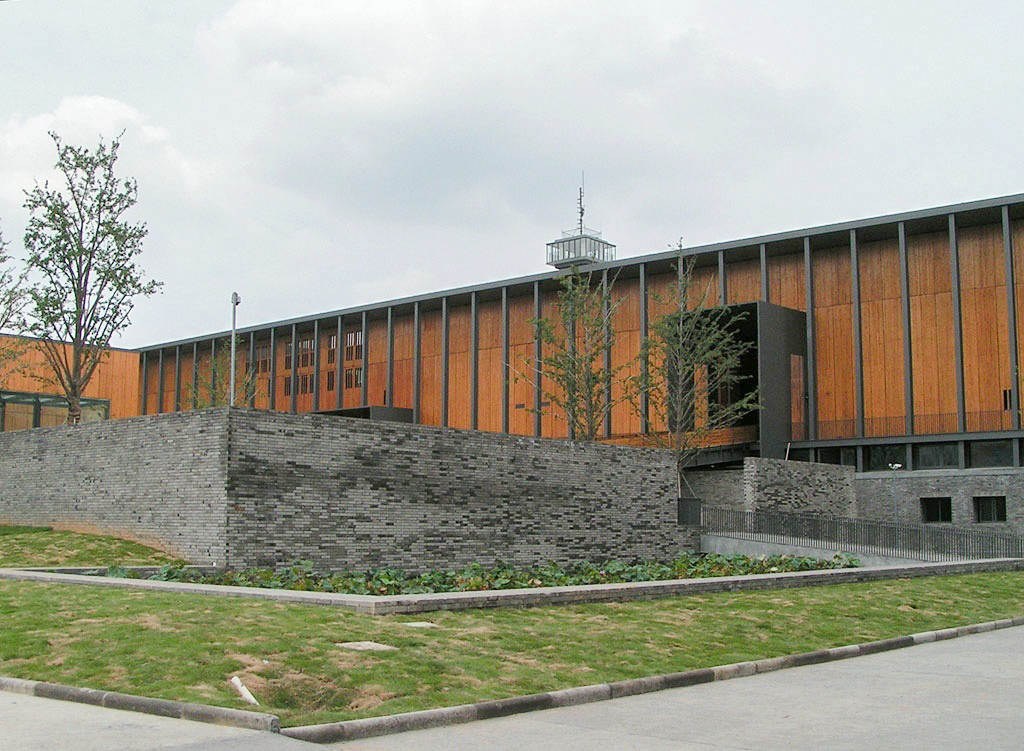
Музей мистецтв у Нінбо (2005)

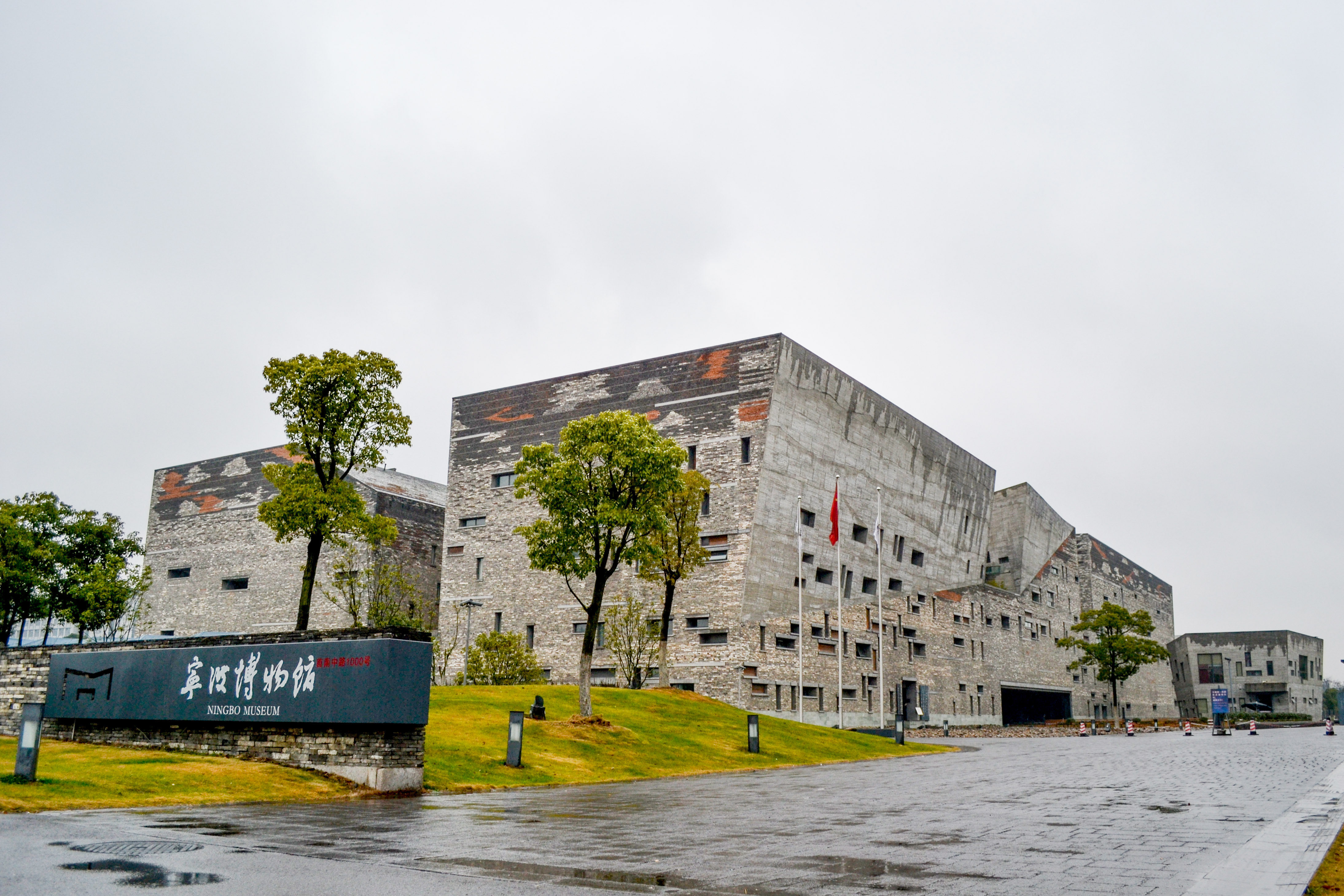
Музей Нінбо (2008)

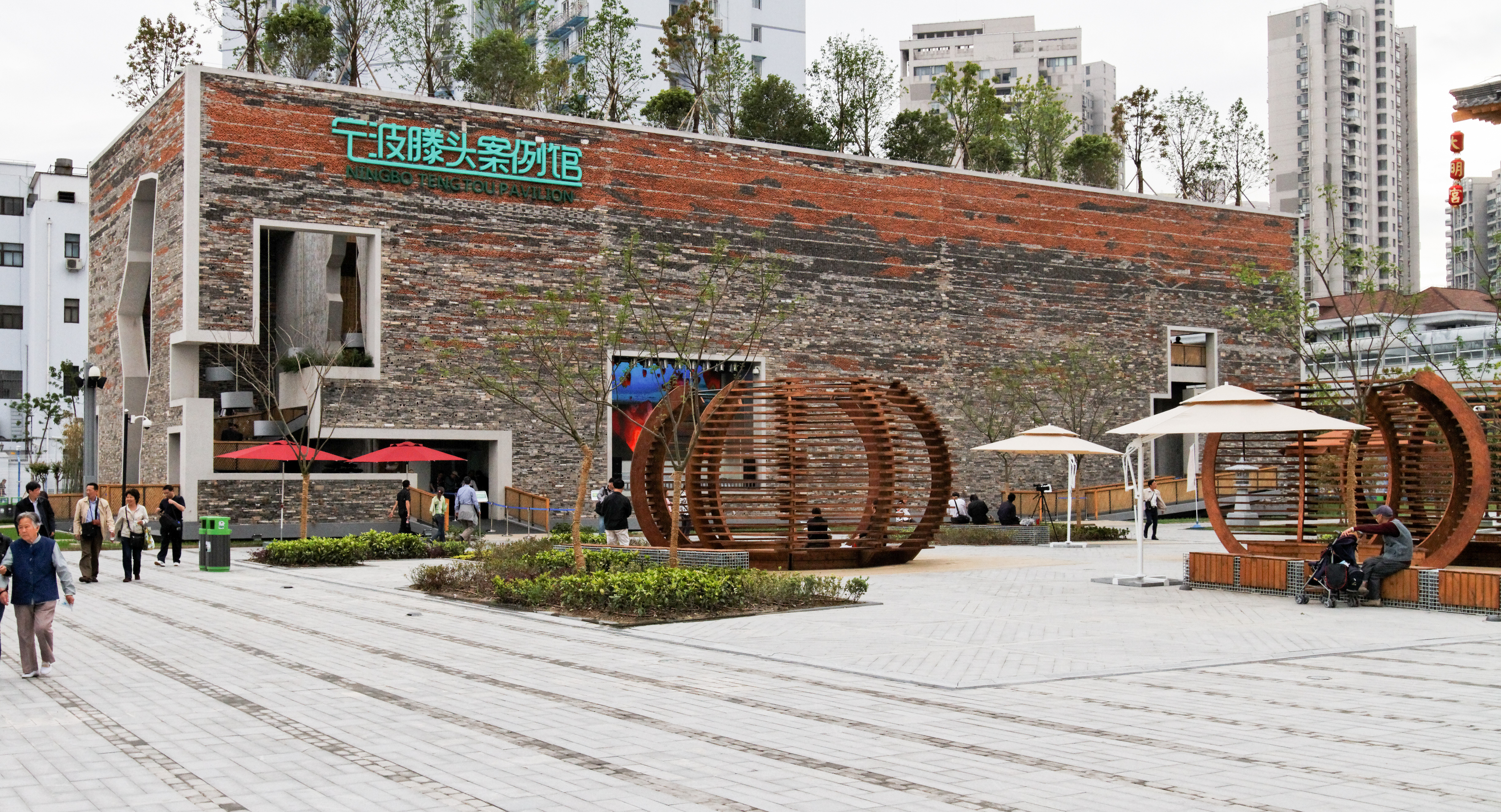
Павільйон Нінбо Тенті, Шанхай Експо (2010)

У 1997 році Ван Шу і його дружина Лу Веньюй, також архітектор, заснували в Ханчжоу студію Amateur Architects, в перекладі — «аматорське бюро». Вони вибрали цю назву як докір «професійній, бездушній архітектурі», яка широко практикується в Китаї, і яка, як вони вважають, сприяла великомасштабному знесенню багатьох старовинних міських кварталів.
Ван Шу починає працювати в Китайській академії мистецтв у 2000 році на посаді професора, в 2003 році він стає головою департаменту архітектури, в 2007 — деканом школи архітектури.
У 2000 році Ван розробляє проєкт бібліотеки коледжу Веньчжень університету Сучжоу, який виграє першу премію Архітектурного мистецтва Китаю в 2004 році. Його «П'ять розсипаних будинків» в Нінбо виграють премію Холчім «в інтересах сталого будівництва в Азіатсько-Тихоокеанському регіоні» в 2005 році. У 2008 році його «Вертикальні двори» в Ханчжоу були номіновані на міжнародну нагороду High Rise Award.
У 2008 році він завершив музей Нінбо, право на проєктування якого він виграв на міжнародному конкурсі. Фасад будівлі побудований повністю з використаної цегли, а її форма нагадує прилеглі гори — відображає природну обстановку місцевості. У 2009 році музей виграє премію імені Лу Баня — головну архітектурну нагороду в Китаї.
Серед інших великих проєктів Вана варто відзначити Музей мистецтв в Нінбо (2005), Сяньшанський кампус Китайської академії мистецтв (Ханчжоу, 2007) і Старе місто на вулиці Чжуншань (вулиця Сунь Ят-сена), Ханчжоу (2009).
Його архітектура описується як «така, що відкриває нові горизонти, в той же час резонуюча з місцем і спогадами», експериментальна і є рідкісним прикладом критичного регіоналізму в Китаї.
Ван Шу створює сучасні будівлі, використовуючи традиційні матеріали і застосовуючи старі технології. Музей Нінбо був побудований із цегли від знесених будівель. Ван є прихильником архітектурної спадщини, оскільки вважає, що глобалізація позбавляє міста їх власного, особливого вигляду.

## Нагороди
У 2010 році Ван і його дружина Лу Веньюй стали лауреатами німецької Шеллінговської премії, в 2011 році він стає володарем золотої медалі французької Академії архітектури.
У 2012 році Ван Шу стає лауреатом Прітцкерівської премії, першим китайським громадянином — володарем премії (другим лауреатом китайського походження після Бея Юйміна).

## Особисте життя
Батько Вана Шу — музикант і тесля-любитель. Його мати — вчитель і шкільний бібліотекар в Пекіні. Його сестра також є вчителем.
Ван перебуває у шлюбі з Лу Веньюй, яка також є його бізнес-партнером і помічником професора архітектури Китайської академії мистецтв. В інтерв'ю Los Angeles Times Ван висловив думку, що його дружина заслужила розділити Прітцкерівську премію з ним.